# Bauhinia armata
Bauhinia armata är en ärtväxtart som beskrevs av Christoph Friedrich Otto. Bauhinia armata ingår i släktet Bauhinia och familjen ärtväxter. Inga underarter finns listade i Catalogue of Life.